# Ніке (футзальний клуб)
Ніке  — український футзальний клуб, який представляє місто Дніпро, бронзовий призер чемпіонаті України та володар кубку України в сезоні 1993/94 років.

## Життєпис
Навесні 1993 року в дніпропетровському спорткомплексі ДХТІ проходили матчі зонального турніру кубка України з футзалу. Господарем турніру став місцевий клуб «Ніке» під керівництвом тренера Олександра Лізавенко (раніше очолював інший дніпропетровський клуб ДХТі, з яким ставав фіналістом кубка країни і срібним призером чемпіонату України). Вигравши шість матчів з шести, «Ніке» посів перше місце в групі і виходить до наступного етапу розіграшу кубку. У другому груповому турнірі, який проходив також ув Дніпропетровську, «Ніке» вийшов у двійку найсильніших команд четвертої зони й отримав право участі у фінальному турнірі. У вирішальних матчах, які проходили 14-18 червня в Києві, «Ніке» не вдалося вийти у півфінал. До складу команди входили Ігор Лещук, Юрій Миргородський, Михайло Уфімцев, Сергій Художілов, Олександр Сорокалєт, Олександр Вобліков, Сергій Москалюк, Олексій Єрьоменко, Сергій Заровнятних, Сергій Федоренко, Олександр Москалюк, Станіслав Іллєнко.
Чемпіонат України 1993/94 років «Ніке» розпочав успішно, за підсумками першого групового турніру займаючи перше місце серед 16 команд. У другому колі пропустив вперед київський «Слід» і запорізьку «Надію» і завоював за підсумками турніру бронзові медалі.
Найвищим досягненням команди стала перемога в кубку країни 1993/94. На шляху до фіналу були обіграні «СКІФ-Сілекс» (5:4), «Водеяр» (4:2), «Янус-Донбас» (5:1) і «Механізатор» (5:4). У фінальному матчі «Ніке» під керівництвом тренерів Івана Вишневського й Олександра Лізавенка обіграв запорізьку «Надію» з рахунком 5:1. Голами у переможців відзначилися Олексій Єрьоменко, Михайло Уфімцев (2), Сергій Федоренко та Сергій Заровнятних. Володарями кубку у складі «Ніке» стали Євген Заїкін, Віктор Бицюра, Олексій Єрьоменко, Віктор Консевич, Михайло Уфімцев, Сергій Федоренко, Сергій Заровнятних, Юрій Миргородський, Сергій Москалюк, Олександр Москалюк, Сергій Художілов. Найкращим захисником турніру визнано Юрія Миргородського, а автором найкращого м'яча — Олександра Москалюка.
Другим й останнім сезоном «Ніке» в чемпіонаті України стає сезон 1994/95 років. Команда займає одинадцяте місце з чотирнадцяти.

## Досягнення
- Чемпіонат України
  -  Бронзовий призер (1): 1993/94

- Кубок України
  -  Володар (1): 1993/94